# Тарасовка (Ивано-Франковская область)
Тарасовка (укр. Тарасівка) — село в Тлумачской городской общине Ивано-Франковского района Ивано-Франковской области Украины.
Население по переписи 2001 года составляло 324 человека. Занимает площадь 6,497 км². Почтовый индекс — 78000. Телефонный код — 03479.

## История
В 1946 году указом ПВС УССР село Яцовка переименовано в Тарасовку. С помощью митрополита Владимира Вийтишына в селе построен первый храм.

## Население
- 1989 год 366 человек
- 2001 год 306 человек
- 2022 год 318 человек[3]

## Памятки
- Церковь Покровы Пресвятой Девы Марии (УГКЦ)

## Известные люди
- Станислав Кшеменский — праведник Народов Мира
- Анна Кшеменская — праведница Народов Мира
- Владимир (Вийтишин) епископ и митрополит Ивано-Франковский, декан Тлумацкого деканата 1990-2003 гг. в начале 1990-х был приходским священником в селе